# The Romance of Runnibede

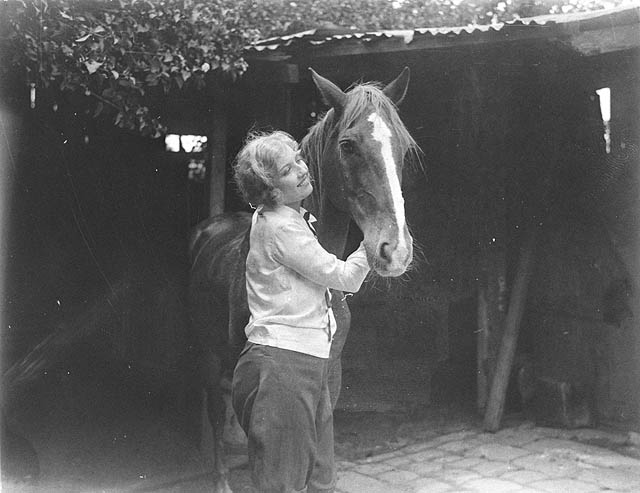
Eva Novak dans une scène du film.

The Romance of Runnibede est un film australien réalisé par Scott R. Dunlap et sorti en 1927. Contrairement à de nombreux films muets australiens, une copie a été conservée.

## Synopsis
Dorothy Winchester termine ses études et rentre chez elle dans le nord du Queensland où son père possède une grande propriété. Elle est kidnappée par une tribu d'aborigènes locaux qui croient qu'elle est la réincarnation d'une reine. Elle est poursuivie par deux hommes qui l'aiment : Tom Linton, éleveur sur la propriété de son père, et le sous-inspecteur Dale, un policier à cheval. L'un des hommes donne sa vie pour sauver Dorothy.

## Fiche technique

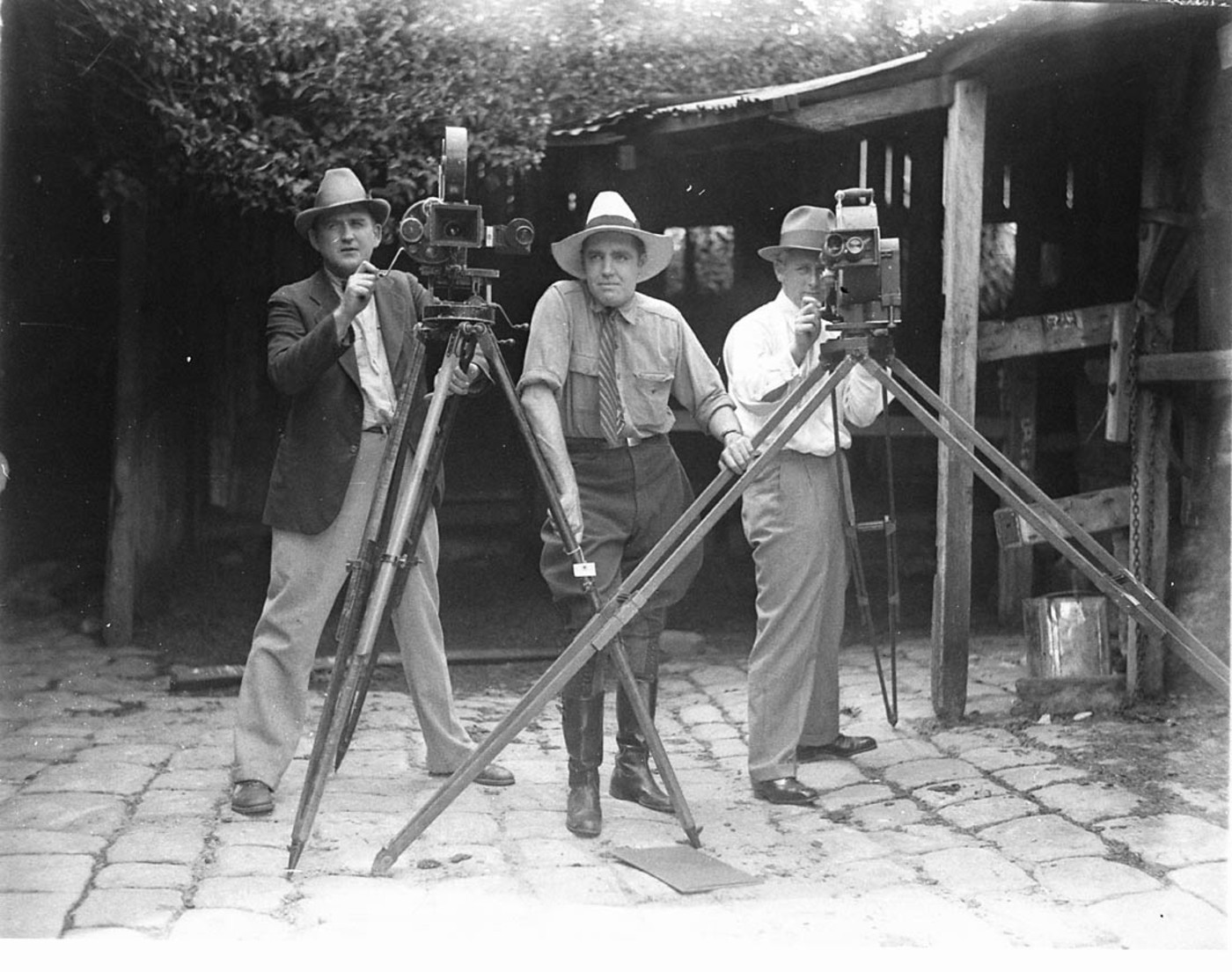
William Reed lors du tournage du film.

- Réalisation : Scott R. Dunlap, William Reed, Wallace Worsley
- Scénario : John M. Giles, Gayne Dexter (titres)  d'après un roman de Steele Rudd
- Producteur : Fred Philips
- Photographie : Len Roos, Cliff Thomas
- Montage : Cecil Hargreaves
- Production : Phillips Films Productions
- Format : Noir et blanc - muet
- Durée : 6 bobines
- Date de sortie :
  - Australie : 20 septembre 1927 (première à Sydney)[2]
  - Australie : 9 janvier 1928[3]

## Distribution
- Eva Novak : Dorothy Winchester
- Gordon Collingridge : Tom Linton

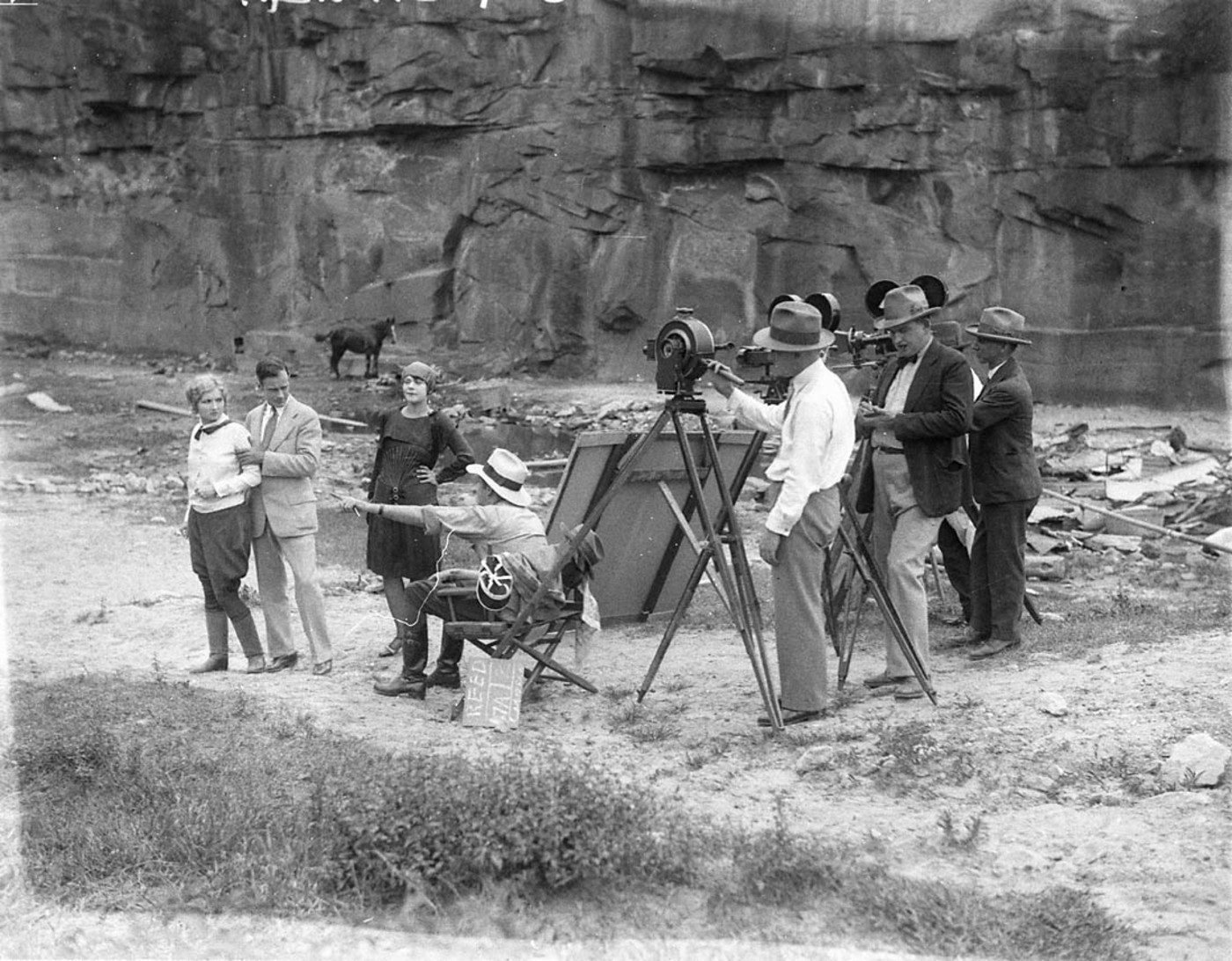
Photo de tournage du film.

- Claude Sauders : Sub-Inspector Dale
- Roland Conway : Arthur Winchester
- Dunstan Webb : Goondai
- Marion Marcus Clarke : Miss Frazer
- Virginia Ainworth : Mrs Conley

## Production
C'est le premier film réalisé par William Reed, mari de la star Eva Novak. Le film a été un échec commercial lors de sa sortie en Australie.